# Instituto de Cultura, Arte, Ciência e Esporte
L'Instituto de Cultura, Arte, Ciência e Esporte è una società pallavolistica brasiliana, con sede a Fortaleza: milita nel campionato brasiliano di Superliga Série B.

## Storia
L'Instituto de Cultura, Arte, Ciência e Esporte viene fondato il 26 novembre 2008. Inizia l'attività professionistica nel 2021, quando si iscrive alla Superliga Série C, ottenendo un'immediata promozione in divisione cadetta. Grazie al terzo posto in Superliga Série B, il club viene ripescato in Superliga Série A, debuttandovi nella stagione 2022-23, chiusa con un'immediata retrocessione.

## Rosa 2022-2023
| N° | Nome               | Ruolo | Data di nascita   | Nazionalità sportiva |
| -- | ------------------ | ----- | ----------------- | -------------------- |
| 2  | Jonas de Brito     | P     | 25 novembre 1996  | Brasile              |
| 3  | Guilherme Dias     | P     | 25 aprile 2001    | Brasile              |
| 4  | Evandro da Silva   | S     | 4 maggio 1986     | Brasile              |
| 5  | Frank da Silva     | C     | 17 settembre 1997 | Brasile              |
| 6  | José Silva         | O     | 1º novembre 1999  | Brasile              |
| 7  | Erick Barbosa      | S     | 24 settembre 1990 | Brasile              |
| 8  | Sérgio Júnior      | S     | 31 gennaio 1990   | Brasile              |
| 9  | Caio Lessa         | L     | 1º maggio 1996    | Brasile              |
| 10 | Gabriel Fichter    | C     | 10 settembre 1996 | Brasile              |
| 11 | Vitor Luciano      | S     | 12 marzo 1999     | Brasile              |
| 12 | Hevaldo Moreira    | S     | 12 maggio 1979    | Brasile              |
| 13 | Reinaldo da Silva  | S     | 13 aprile 1989    | Brasile              |
| 15 | Tiago Costa        | C     | 5 aprile 1986     | Brasile              |
| 16 | Gustavo Nascimento | O     | 1º ottobre 1997   | Brasile              |
| 17 | Caio Cunha         | C     | 6 febbraio 1995   | Brasile              |
| 18 | Raphael da Fonseca | L     | 6 giugno 1988     | Brasile              |
| 19 | Mikael Moraes      | C     | 13 marzo 2000     | Brasile              |
| 20 | Valentino de Abreu | P     | 20 febbraio 2000  | Brasile              |
| 22 | Lucas Silva        | C     | 15 settembre 2002 | Brasile              |